# A.J. Jazz Trio
Ante Jeličić Trio, hrvatski glazbeni sastav s članovima iz Zadra i Biograda. Izvode jazz i dr.

## Povijest
Repertoar im čine jazz standardi ali i vlastite auktorske skladbe, koje su u rasponu od swinga i bossa nove do modalnog i free jazza.
Izdali su autorski album "Common Language".
Nastupili su na 1. izdanju Split Open Jazz Faira 2018. godine s Monkovim skladbama. Skladbe koje su izveli na tom festivalu izašle su na festivalskom koncertnom albumu Split Open Jazz Fair 2018.

## Članovi
Čine ga klavirist i voditelj Ante Jeličić, kontrabasist Josip Marcelić i bubnjar Vedran Supičić.

## Vanjske poveznice
- Facebook